# Paul-Amable Jéhenne
Pour son grand-père, lui aussi amiral, voir Aimable Constant Jéhenne.
Paul-Amable Jéhenne, né le 4 août 1866 à Saint-Viaud en Loire-Atlantique et mort le 28 mars 1931 à Neuilly-sur-Seine, est un officier de marine français. Il termine sa carrière avec le grade de vice-amiral.

## Biographie
Paul-Amable Jéhenne est issu d'une famille d'officiers et de marin. Son grand-père, Aimable Constant Jéhenne termine sa carrière avec le grade de contre-amiral et son père sert également en mer.
Il entre dans la marine en 1883, et est promu aspirant le 5 octobre 1886, puis enseigne de vaisseau deux ans plus tard, le 5 octobre 1888. Son avancement se poursuite et il passe lieutenant de vaisseau le 5 octobre 1893, et est fait Chevalier de la Légion d'honneur. Officier torpilleur sur le Jean Bart, au sein de l'Escadre du Nord en 1894, il passe sur le croiseur Isly qui est engagé en Extrême-Orient en 1895-1896. Il sort breveté de l'École supérieure de Marine, au sein de la promotion 1899. Au 1er janvier 1901, il embarque sur le cuirassé Masséna en tant qu'aide de camp du vice-amiral Pierre Ménard, commandant en chef l'Escadre du Nord. Il est à l'origine de l'installation de la TSF à bord des bâtiments et devient spécialiste de la question. En 1904, il commande le contre-torpilleur Fronde en Extrême-Orient. Membre de la Commission permanente d'expériences des défenses sous-marines, il perfectionne les mines et les torpilles.
Capitaine de frégate le 12 octobre 1908, il passe le 1er janvier 1911, sur le croiseur cuirassé Jules Ferry, chef d'État-major auprès du contre-amiral Louis Pivet, commandant une division de l'Escadre de Méditerranée. En 1911, il passe aide de camp de l'amiral Jauréguiberry, commandant en chef l'armée navale. En 1912, il est nommé commandant de la première escadrille de contre-torpilleurs à bord du Branle-Bas, puis chef d’État-major de la première escadre sur le Mirabeau. Il est promu capitaine de vaisseau en mars 1914. Commandant supérieur des canonnières fluviales armées sur le front de France, il est nommé en 1916, adjoint au général commandant l'artillerie lourde de la VIe armée. Contre-Amiral en février 1917, il commande en 1918, les formations de marins détachés aux armées (2 citations à l'ordre de l'armée). Promu vice-amiral en 1922, il est chef de cabinet du Ministre de la Marine[Lequel ?]. Il est nommé préfet maritime de Bizerte en novembre 1924 en remplacement de l'amiral Exelmans. Commandant de l'École de guerre et du Centre des hautes études navales en mai 1925. Inspecteur général des forces maritimes du Nord en 1926, il quitte le service actif en août 1928.